# Objectif fisheye

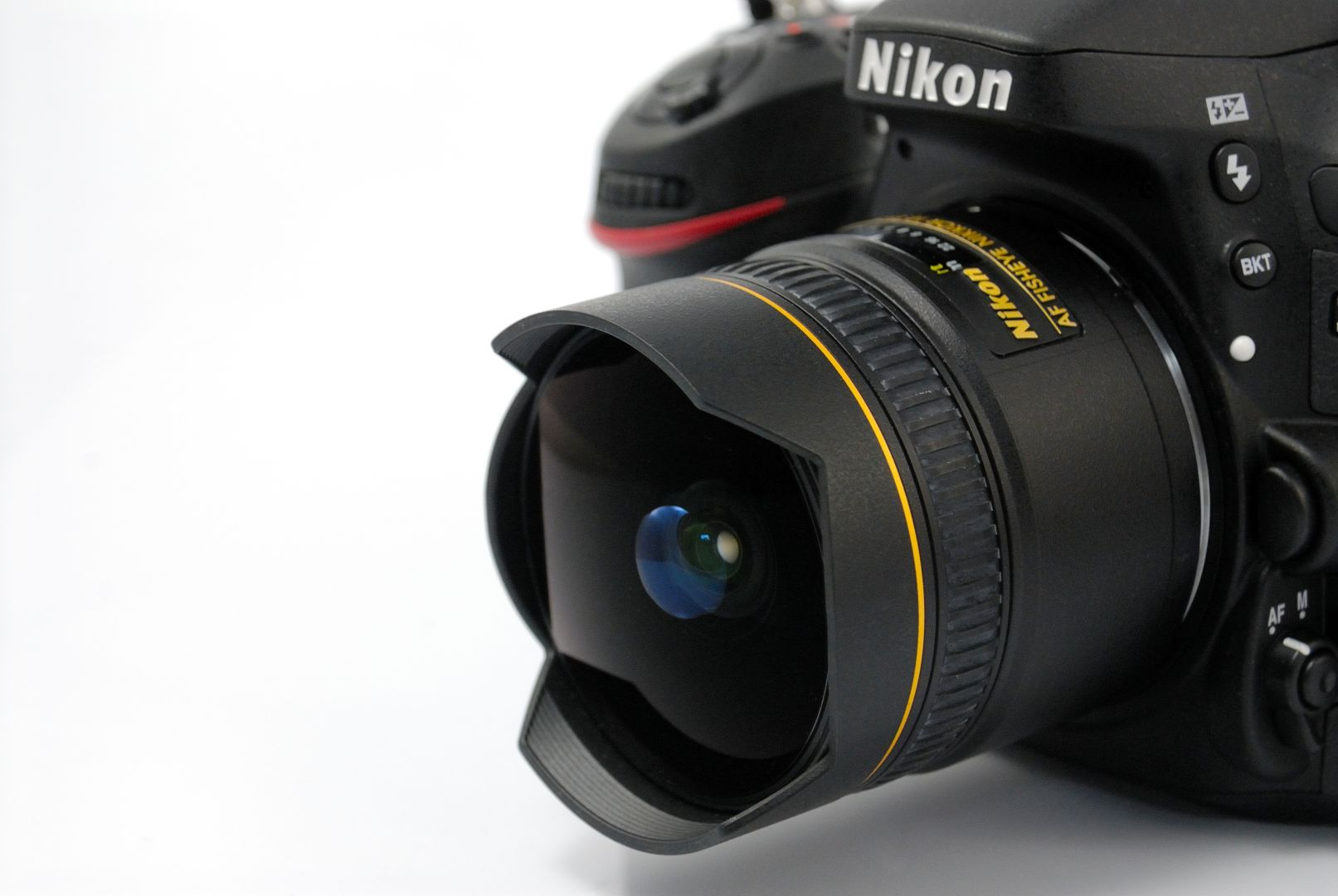
Fisheye Nikon 2,8/10,5 mm

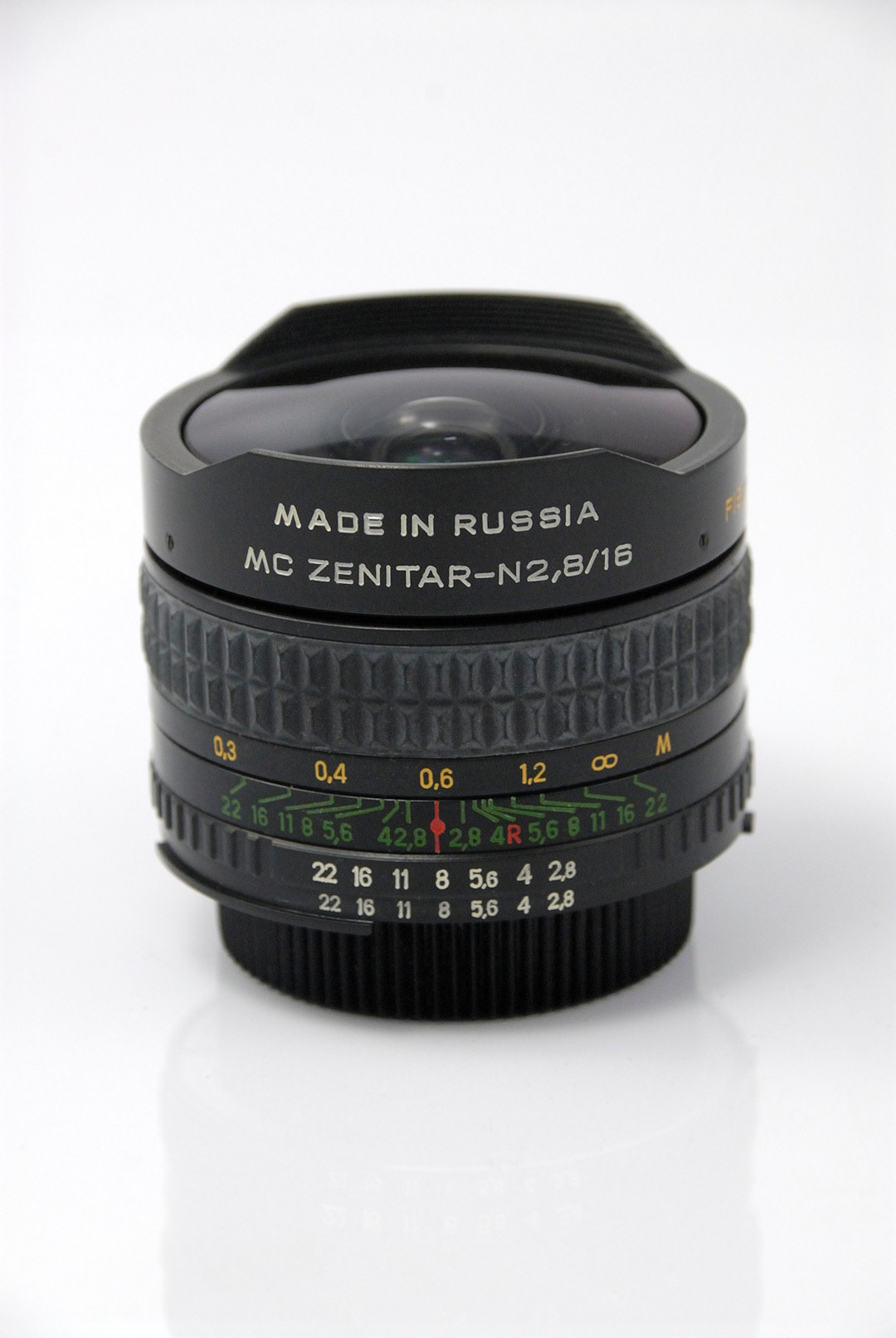
Fisheye russe plein format Zenitar 2.8/16 mm

Un objectif fisheye, raccourci en fisheye (de l'anglais fish eye
 signifiant « œil de poisson »), ou objectif hypergone, est un objectif photographique ayant pour particularité une distance focale très courte et donc un angle de champ très grand, jusqu'à 180° dans la diagonale, voire dans toute l'image.
Il introduit par son principe même une distorsion qui courbe fortement toutes les lignes droites qui ne passent pas par le centre. On ne peut retrouver les angles qu'en projetant l'image sur un écran sphérique. Cette distorsion est un des effets recherchés en photographie créative.
Deux utilisations célèbres du fisheye sont les vues subjectives de HAL9000 dans le film 2001, l'Odyssée de l'espace, et la pochette de l'album des Rolling Stones Big Hits (High Tide and Green Grass).

## Les catégories de fisheye
Les objectifs fisheye sont d'une utilisation ponctuelle, aussi bien en extérieur (paysage) qu'en intérieur. L'apparition au fil des années d'objectifs de plus en plus grand angle qui déforment peu les lignes droites de l'image, alors qu'avec un fisheye, cette déformation est énorme, la facilité de réaliser des panoramiques avec appareil et objectif standards grâce au montage numérique l'ont fait passer de mode chez les adeptes du panorama. En revanche, il reste le seul type d'optique permettant d'obtenir un angle de prise de l'ordre 180° ce qui le rend irremplaçable pour certaines prises de vue.
Il existe deux types principaux d'objectifs fisheye, ainsi que des adaptateurs fisheye.

### Fisheyes diagonaux

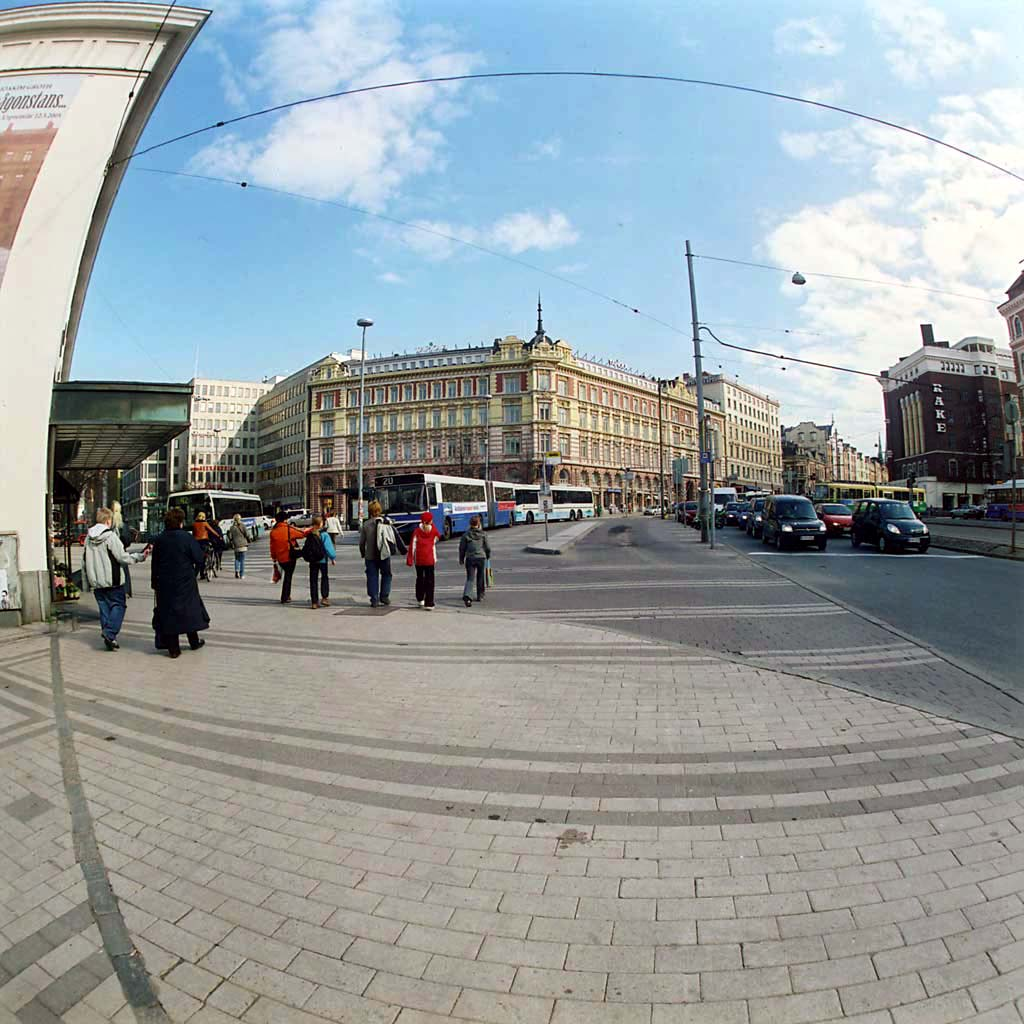
Photo prise avec un fisheye « diagonal »

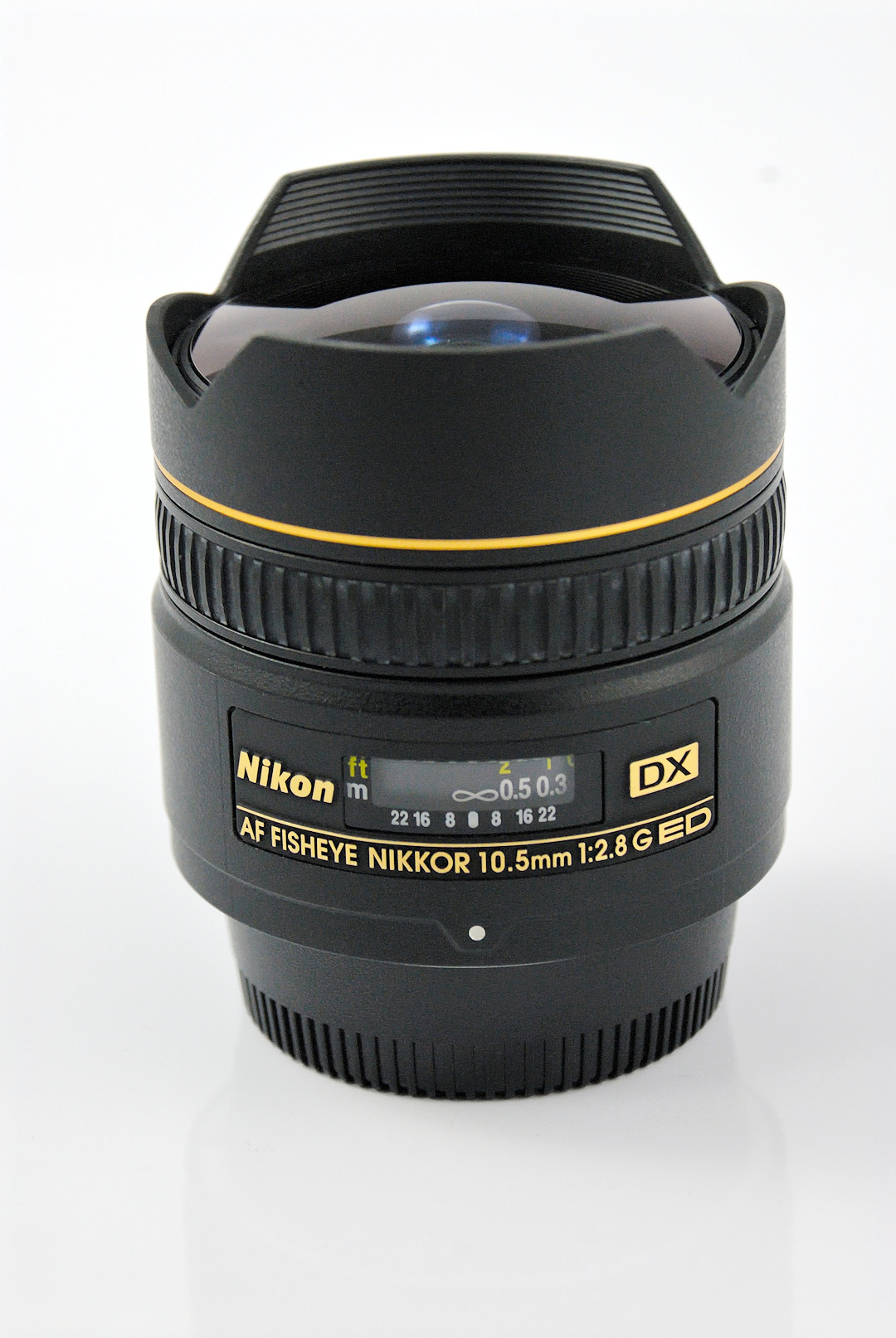
Fisheye pour capteur APS-C Nikon DX 2.8/10.5 mm

Ce sont les fisheyes les plus courants et aussi les plus utiles pour la photographie générale. Ils couvrent les 180° dans la diagonale et donnent une image plein format (rectangulaire). Leur focale est de l'ordre de 15 mm pour les appareils au format d'image 24 × 36 mm. Nikon propose un 2.8/16 mm, Sigma un 2.8/15 mm et on peut également trouver un modèle russe 2.8/16 mm.
Pour les boîtiers numériques à capteur APS-C, Nikon a été le premier à proposer un fisheye diagonal 10,5 mm f/2,8 en 2003 (10.5mm f/2.8G ED DX Fisheye-NIKKOR). Un 8 mm f/3,5 ainsi qu'un 7-14 mm f/2,8 (depuis 2017) sont disponibles chez Olympus. Il existe aussi un zoom fisheye diagonal de 10 à 17 mm, couvrant un angle de champ de 100° à 180° vendu par Pentax pour les boîtiers Pentax et Samsung, et fabriqué par Tokina pour les boîtiers Canon et Nikon.
Depuis 2008, Sigma vend également un fisheye de 10 mm f/2,8. L'angle de champ diagonal annoncé est de 180° en monture Nikon Pentax/Samsung et Sony, contre 167° sur les boîtiers Canon, et 154° sur les boîtiers Sigma. La différence s'explique par le fait que certains fabricants de boîtiers produisent des capteurs un peu plus petits que leurs concurrents. Pour obtenir 180° de diagonale sur les boîtiers Canon et Sigma, il aurait fallu raccourcir la focale du fisheye, mais Sigma semble avoir préféré se limiter à une formule optique identique pour tous les boîtiers numériques.
Enfin, Samyang propose depuis 2009 un fisheye de 8 mm f/3,5. Il est disponible en monture Nikon (sur lequel l'angle de champ est de 180°), Canon, Pentax, et Sony.

### Fisheyes circulaires

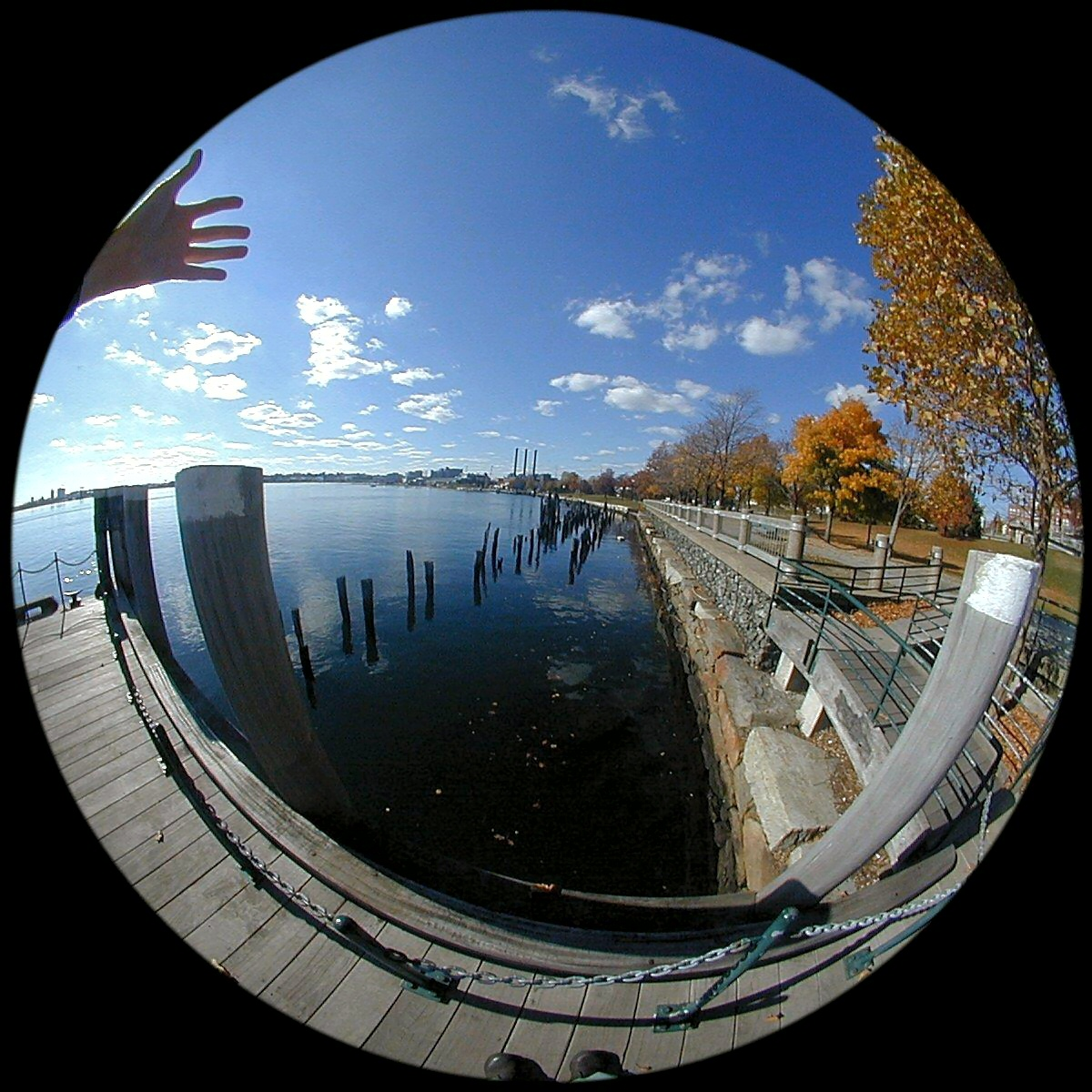
Photographie faite avec un fisheye « circulaire »

Ces fisheyes sont plus rares. Ils ont une couverture de 180° dans toutes les directions et donnent une image réduite à un disque au milieu de la surface sensible ou du capteur. Leur longueur focale est de l'ordre de 8 mm pour les appareils au format d'image 24 × 36 mm.
En 2007 comme en 2011, deux fisheyes circulaires sont disponibles sur le marché du neuf, le 8 mm f/3,5 de Sigma et l'objectif biélorusse complètement manuel Peleng 8 mm f/3,5.
Mi-2007, le seul fisheye circulaire pour les boîtiers numériques à « petit capteur » est le Coastal 4,88 mm et son angle de champ annoncé est de 185°. Fabriqué en Floride, il coûte plus de 4 500 dollars.
Depuis le printemps 2008, Sigma propose un fisheye circulaire de 4,5 mm f/2,8 pour les boîtiers numériques à capteur APS-C.
Actuellement, le constructeur coréen Samyang propose également un fisheye de 8 mm f/3,5 dédié aux boîtiers plein format, disponible avec une bague pour les montures de plusieurs constructeurs historiques, dont Nikon et Canon.
Avec une focale de seulement 6 mm bien que prévu pour le 24 × 36 mm, un modèle de fisheye Nikon fournit quant à lui une image circulaire correspondant à un angle de vue de 220°. Conçu pour examiner l'intérieur des pipelines, il est rarissime et pèse plusieurs kilos.

### Adaptateurs fisheye
Il existe également des adaptateurs fisheye se fixant à l'avant d'un objectif standard. Ils ont existé pour les objectifs de reflex argentique et ils ont connu un certain développement comme accessoires des compacts numériques. Certains sont des modèles génériques, d'autres sont spécifiquement adaptés à un modèle ou une série d'appareils. Suivant leur niveau de perfectionnement, ils sont plus ou moins coûteux mais bien souvent l'angle de visée de ces adaptateurs reste inférieur aux 180° des vrais fisheyes et la qualité de la photographie prise est moindre avec des niveaux assez variés.

## Effet fisheye

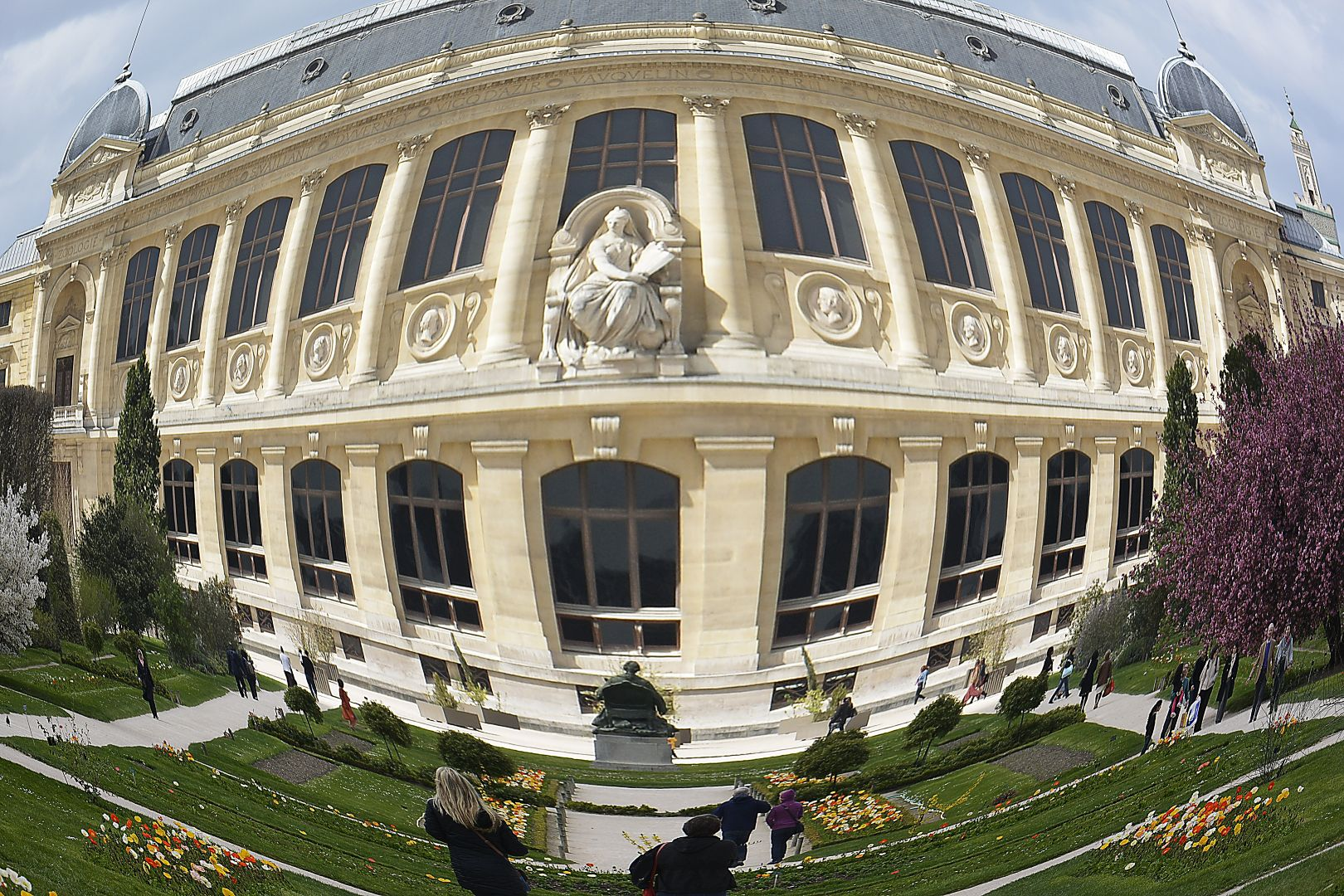
Effet fisheye par traitement interne à l'appareil. La photo originale est prise avec une focale équivalente de 150 mm

On peut ajouter que bon nombre d'appareils numériques proposent un « effet fisheye » à appliquer aux photos de son choix. Il consiste à introduire une forte distorsion dans une photo, par ailleurs normale. Si l'aspect peut être parfois trompeur, ce n'est qu'un effet qui n'élargit aucunement l'angle de prise de vue. Cet effet ne saurait donc, en aucun cas, remplacer un objectif fisheye offrant un angle de prise de vue de l'ordre de 180°.

## Précautions d'emploi
La quasi-totalité des objectifs photographiques disposent soit d'un filetage à l'avant pour visser un filtre protecteur, soit pour les très grands angles d'un pare-soleil fixe. En dehors de leur rôle principal, ils protègent la lentille frontale de l'objectif contre les chocs légers. Les fisheyes diagonaux disposent souvent d'un pare-soleil non-amovible. Son action comme pare-soleil reste assez symbolique mais il constitue une protection mécanique intéressante.
Il n'en est pas de même pour les fisheyes circulaires, puisque le moindre accessoire vers l'avant masquerait une partie de l'image. La lentille frontale d'un fisheye circulaire de 180° est bombée vers l'avant et dépourvue de protection. De ce fait, le moindre choc contre une surface dure pourra l'endommager.
Dans les années 1990, les fisheyes circulaires Sigma destinés aux boîtiers reflex à mise au point manuelle étaient constitués de deux parties : le bloc avant était amovible. Aujourd'hui, les fisheyes Sigma pour boîtier autofocus sont monoblocs et un choc sur la lentille frontale nécessitera une réparation en atelier.
Pour limiter le risque, on peut utiliser le fait que chez Sigma, le bouchon d'objectif est en deux parties : un cylindre qui s'emboîte et un bouchon à « clipper » dessus. Une possibilité est de laisser le cylindre sur l'objectif, ce qui permettra de viser sur un angle de 160 à 170° tout en assurant une protection de la lentille frontale, puis d'enlever ce cylindre seulement au moment de la photo pour disposer d'un angle de 180°. Quels que soient le modèle et le type de bouchon d'objectif, la lentille frontale est très exposée et remettre le bouchon dès que la prise de vue est terminée s'impose.
Un autre problème avec les prises de vue à l'aide d'un fisheye est l'apparition d'éléments indésirables dans l'image. Sans parler d'intervenants extérieurs (passants, véhicules ou autres), les pieds du photographe, un élément de son équipement, son ombre ou même ses doigts peuvent facilement se retrouver sur la photo. Une grande attention s'impose, tout comme la vérification du cadrage et l'éventuelle horizontalité de l'appareil, car le moindre mouvement se traduit par des modifications importantes de l'image.

## Exploitation des images en numérique

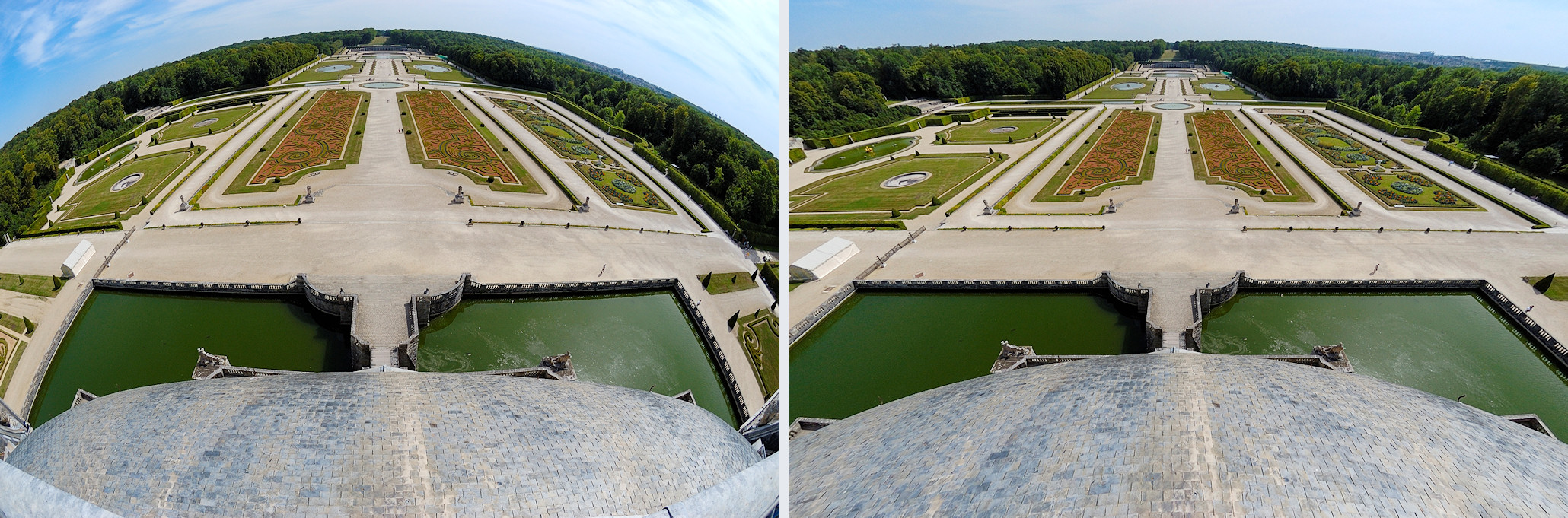
Prise de vue avec un fisheye Nikon DX 2,8/10,5 mm et correction par Paint Shop Pro

Les photos réalisées avec un fisheye sont très spécifiques et on peut les exploiter directement, en particulier pour leurs effets graphiques. Il est toutefois possible de corriger (plus ou moins complètement suivant l'usage prévu) la distorsion, ce qui permet d'obtenir une image similaire à celle procurée par un super grand angle. L'opération s'effectue naturellement avec un logiciel et tous ne la réalisent pas de manière similaire.
La correction de distorsion d'une photo réalisée avec un fisheye implique que l'image originale soit de très bonne qualité car elle va subir des modifications importantes et tout défaut risque d'être fortement amplifié. Non seulement l'optique utilisée doit présenter une bonne définition mais l'image doit être précisément corrigée de l'aberration chromatique latérale, ce défaut étant quasiment inévitable sur une prise de vue numérique avec un fisheye. Le traitement avec un logiciel assurant cette correction de façon efficace est donc recommandable.

## Fonctions de représentation

Images simulées d'un tunnel vu de l'intérieur avec plusieurs fonctions de représentation : « gnomonical » = objectif classique, « stereographic » = angle fidèle, « equidistant » = équidistant, « equisolid angle » = aire fidèle, « orthographical » = orthographique.

Les fisheyes ne sont pas tous égaux dans leur façon de projeter la scène sur le plan image, et ceci est caractérisé mathématiquement par leur fonction de représentation. Cette fonction exprime la position de l'image d'un objet (la distance r au centre de l'image) en fonction de la position de cet objet (l'angle α qu'il fait avec l'axe optique) et de la focale f de l'objectif. La connaissance de la fonction de représentation est indispensable pour appliquer les corrections évoquées dans la section précédente.

### Objectifs classiques
La fonction de représentation est r = f tan α : les lignes droites restent droites mais l'angle de vision est toujours inférieur à 90° de part et d'autre de l'axe optique. Sur les objectifs grand-angle, les éléments proches des bords de l'image sont étirés radialement.

### Objectifs fisheyes
La plupart ont tendance à comprimer radialement les éléments proches du bord de l'image. Dans l'ordre d'une compression de plus en plus sévère :
- Objectif « angle fidèle » (stéréographique), de fonction de représentation r = 2 f tan(α/2). S'agissant d'une transformation conforme de la sphère, il n'y a ni compression ni étirement des éléments périphériques, ce qui le rendrait idéal pour les photographes. Le fisheye de 8 mm f/3.5 de Samyang serait de ce type.
- Objectif équidistant, de fonction de représentation r = f α (avec α en radians) ; approprié pour des mesures d'angle (par exemple des photos de ciel étoilé). le Peleng 8mm f/3.5 est de ce type
- Objectif « aire fidèle », de fonction de représentation r = 2 f sin(α/2) ; donne un résultat proche d'une sphère réfléchissante, approprié à la comparaison des aires. Ce type s'est imposé, mais la compression des éléments périphériques est sévère.
- Objectif orthographique, de fonction de représentation r = f sin α. Son champ est limité à 90° de part et d'autre de l'axe optique. Il agit comme une boule de verre.